# Gabriele Berardi
Gabriele Berardi (Sant'Angelo dei Lombardi, 17 marzo 1861 – Villesse, 15 dicembre 1915) è stato un generale italiano, ex-allievo della Scuola militare Nunziatella (corso 1875), fu comandante della Brigata Sassari con il grado di maggior generale durante le fasi iniziali della guerra contro l'Impero austro-ungarico (1915-1918). Decorato di Medaglia d'oro al valor militare alla memoria.

## Biografia
Nacque a Sant'Angelo dei Lombardi (AV) il 17 marzo 1861 (medesimo giorno della proclamazione del Regno d'Italia), figlio di Giovanni e Luisa de Giorgi.
Appartenente a famiglia di origini abruzzesi, compì i primi studi a Chieti e poi frequentò la Scuola militare "Nunziatella" di Napoli; al termine del corso, nel 1878, fu ammesso a frequentare la Regia Accademia Militare di Fanteria e Cavalleria di Modena da cui uscì con il grado di sottotenente, assegnato all'arma di fanteria, nel luglio 1880 assegnato in servizio al 2º Reggimento fanteria "Re".
Promosso tenente nel 1882, tra il 1884 e il 1889 ricoprì l'incarico di Aiutante maggiore in seconda. Divenuto capitano, fu trasferito in servizio al 12º Reggimento fanteria "Casale" e tra il maggio 1892 e il novembre 1893 prestò servizio, come applicato di Stato maggiore, presso la Divisione militare di Chieti, e dal novembre dello stesso anno fino all'aprile 1903 al 66º Reggimento fanteria motorizzato "Valtellina".  Nel 1894 fu decorato di Medaglia di bronzo al valor militare per avere eseguito l'arresto di un pericoloso malfattore.
Promosso maggiore fu assegnato al 10º Reggimento fanteria "Regina", e divenuto tenente colonnello nel novembre 1908, al 56º Reggimento fanteria della Brigata Marche.  Al suo avanzamento al grado di colonnello nel febbraio 1914 assunse il comando del reggimento.
All'atto dell'entrata dell'Italia nella prima guerra mondiale, il 24 maggio 1915, guidò il suo reggimento nella zona di radunata in Val d'Ansiei, nell'alto Cadore. Promosso maggiore generale il 18 agosto, assunse il comando della Brigata Sassari.
Con essa partecipò alla quarta battaglia dell'Isonzo (1915), che vide come teatro il Monte Nero, conquistato il 16 giugno 1915 dagli alpini del IV Corpo d'armata, il monte Cappuccio ed il monte San Michele.
Il 6 novembre assunse il comando del settore d'attacco che doveva conquistare la cosiddetta "trincea delle frasche" (presso San Martino del Carso) e la "trincea dei razzi", un complesso di trinceramenti fortemente difesi e circondati da un fitto sistema di reticolati, disseminati a sud di Gorizia.
La Brigata Sassari era schierata come estrema propaggine sinistra del XIII Corpo d'armata, e fu protagonista della presa delle succitate posizioni nemiche (10-15 novembre) e della loro successiva difesa nei confronti degli assalti del nemico. Il 15 dicembre, mentre si apprestava a condurre un nuovo assalto, eseguì personalmente una ricognizione sul terreno al fine di valutare personalmente le difese nemiche.  Colpito dalla scheggia di una granata nemica fu trasportato presso l'ospedale da campo 89 di Villesse  dove spirò alle 15:45 dello stesso giorno. Per l'eroismo dimostrato al comando del proprio reparto, fu insignito di ben due Medaglie d'argento al valor militare, tramutate poi, con Decreto Luogotenenziale del 15 marzo 1917, nella Medaglia d'oro al valor militare alla memoria.

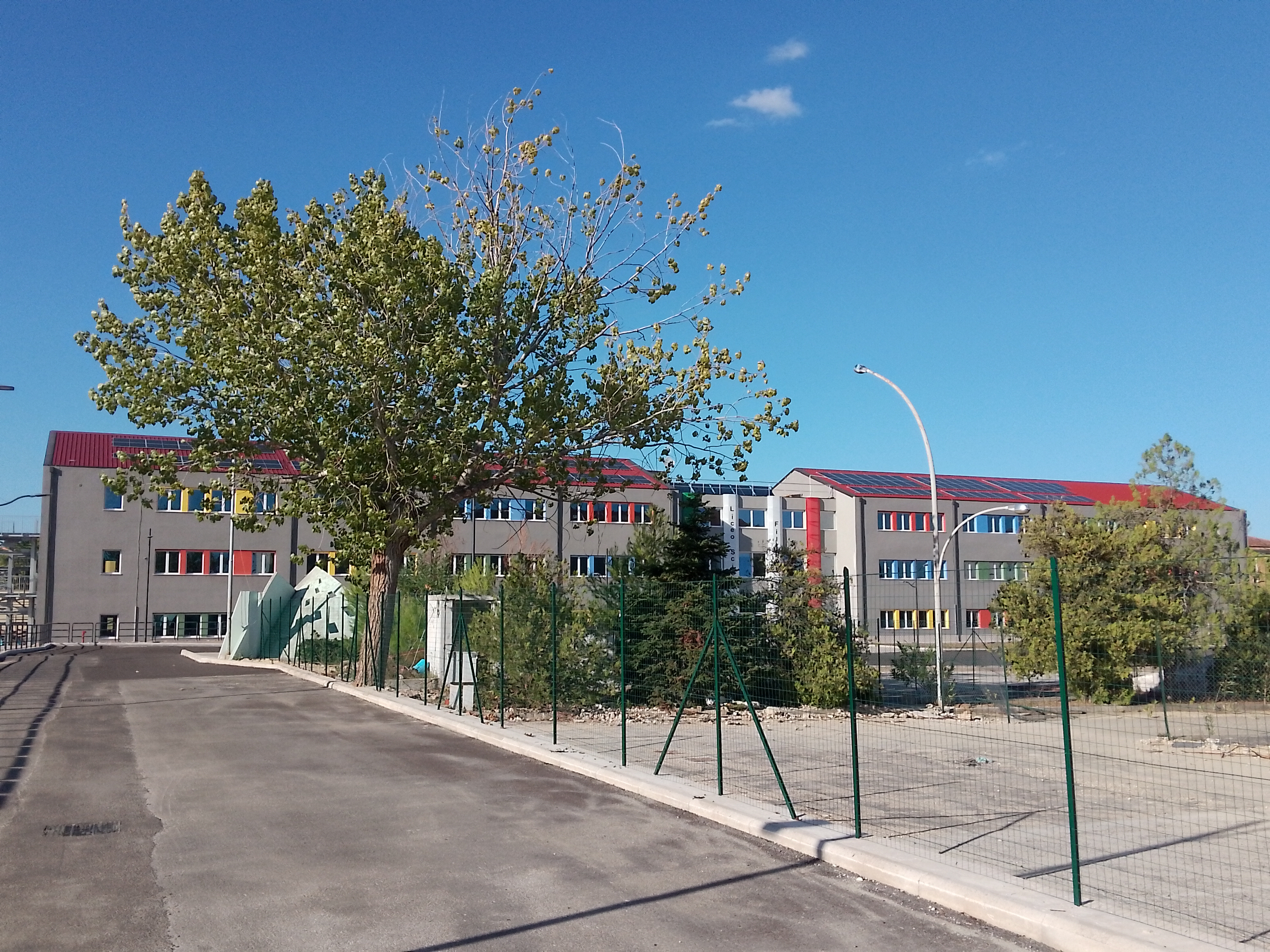
Ex caserma "G. Berardi" di Chieti, attualmente sede del liceo scientifico "F. Masci"

La caserma di Colle Minerva a Chieti, i cui lavori di costruzione sono iniziati nel 1915, è stata intitolata nel 1923 alla memoria del Generale Berardi; essa è sede del 123º Reggimento Fanteria Chieti. A Berardi sono altresì intitolate la caserma di Avellino sede del 232º Reggimento Trasmissioni e vie a Roma e Taranto.

### Annotazioni
1. ↑  Negli assalti e nella successiva difesa delle posizioni conquistate, due terzi degli effettivi della Brigata "Sassari" perse la vita, compreso il generale Berardi. Tra il 10 e il 15 novembre si registrarono 350 caduti e 1.200 feriti.
2. ↑  L'ospedale militare per intrasportabili era ubicato nell'ex villa Della Torre Hohenhole a Castelnuovo in prossimità di Sagrado. Berardi decedette per le conseguenze di una grave ferita riportata alla coscia sinistra.
3. ↑  Della sua morte scrisse così il S.A.R. Emanuele Filiberto di Savoia-Aosta, comandante della 3ª Armata: La dolorosa perdita del generale Berardi rievoca nel mio animo il ricordo delle gloriose giornate, nelle quali, alla testa della fiera brigata dei sardi, egli compì sul Carso le imprese che tanto onore fecero rifulgere sulla terza Armata. E questo ricordo, unito al pensiero di ciò che ancora egli avrebbe saputo compiere, rende maggiore il mio rimpianto.

### Fonti
1. ↑  Carolei, Greganti, Modica 1968, p. 136.
2. ↑   Brigata Sassari, su FrontedelPiave.info. URL consultato il 23 luglio 2018.
3. 1 2 3 4 5 6  Coltrinari, Ramaccia 2018 1968, p. 121.
4. 1 2 3 4 5 6 7  Combattenti Liberazione.
5. 1 2 3  Tottusinpari.
6. ↑  Sito web del Quirinale: dettaglio decorato.